# Takuya Honda
Takuya Honda (n. 17 aprilie 1985) este un fotbalist japonez.

## Statistici
| Japonia | Japonia | Japonia |
| An      | Meciuri | Goluri  |
| ------- | ------- | ------- |
| 2011    | 2       | 0       |
| Total   | 2       | 0       |